# Cuarta ofensiva de la Campiña de Damasco
La Cuarta ofensiva de la Campiña de Damasco fue una operación militar lanzada por las Fuerzas Armadas de Siria a fines de marzo de 2013.

## Desarrollo

### Avance hacia Ghouta Oriental
Hacia fines de marzo de 2013, las fuerzas gubernamentales abrieron un nuevo frente en la ciudad de Otaiba, con el objetivo de desviar el esfuerzo de guerra de los rebeldes, así como atacarlos por la retaguardia en el este de Ghouta.
El 7 de abril, las fuerzas leales lanzaron una ofensiva al este de Damasco, y la agencia de noticias estatal SANA afirmó que la zona de Ghouta oriental, controlada por los rebeldes, se encontraba sitiada. Los rebeldes afirmaron que los ataques del Ejército se habían intensificado desde mediados de marzo. Un comandante rebelde confirmó que la entrada norte de Ghouta estaba sitiada, mientras que un militante opositor afirmó que una columna de tanques habían partido desde el Aeropuerto Internacional de Damasco para hacer lo propio con el sur.
El 15 de abril, al menos 20 personas murieron en bombardeos aéreos y ataques con cohetes en el norte y este de Damasco. Según los informes, los combatientes rebeldes estaban aumentando su fuerza en los barrios Qaboun y Barzeh para minimizar el riesgo del uso de armas químicas contra ellos, ya que probablemente causarían bajas en el Ejército que combatía a los rebeldes en espacios cerrados.
El 18 de abril, se reportó que «hombres armados» asesinaron a Ali Ballan, jefe de relaciones públicas del Ministerio de Asuntos Sociales y miembro de la agencia de ayuda de Siria, en un restaurante en el barrio de Mazzeh.
El 20 de abril, las fuerzas progubernamentales estaban presionando para asegurar la ciudad de al-Fadl Jdaidet, al suroeste de Damasco. Un total de 69 personas murieron en cuatro días de batalla, la mayoría de ellos rebeldes. Los combates también afectaron a la cercana ciudad de Jdeidit Artouz, que es predominantemente cristiana.

### Recaptura de Jdaidet al-Fadl y Otaiba
El 21 de abril, las fuerzas leales recapturaron Jdaidet al-Fadl, y la oposición denunció una masacre por parte de las mismas. El OSDH declaró que unas 250 personas murieron durante los cinco días de batalla por la localidad, entre ellos 27 rebeldes. Otra versión opositora puso la cifra de muertos en 450. Un militante afirmó haber contado 98 cadáveres en las calles de la ciudad y 86 en clínicas improvisadas que fueron ejecutados sumariamente. Otro militante señaló 85 personas ejecutadas, 28 de ellos en un hospital improvisado. La agrupación opositora LCC reportó un total de 483 personas muertas en la contienda, de los cuales 300 eran civiles y 150 rebeldes. El ejército documentó 190 bajas rebeldes durante la batalla y descubrió una fosa común en la ciudad que, según ellos, los rebeldes usaron para enterrar tanto a sus muertos como a soldados leales y simpatizantes civiles que hubieran matado.
El 24 de abril, el ejército capturó la ciudad de Otaiba, luego de 37 días de combate, en un importante revés para los rebeldes, puesto que Otaiba era la puerta de entrada a Ghouta Oriental y la principal, si no la única, ruta de suministro de armas para la zona de Damasco. Un combatiente rebelde predijo otros pueblos de la Ghouta Oriental caerían uno tras otro y que la ofensiva se convertirían en una guerra de desgaste. Durante los combates, los rebeldes de Otaiba pidieron refuerzos a las brigadas islamistas en la zona, con las cuales competían por la influencia y potencia de fuego, pero sus llamados no fueron respondidas. Los rebeldes dijeron que planeaban volver a tomar la ciudad a toda costa.

### Ataques en Jobar y Barzeh
El 26 de abril, las fuerzas progubernamentales continuaron con su ofensiva, penetrando en los distritos damascenos de Jobar y Barzeh, que tenían una considerable presencia rebelde. Pese a contar con apoyo aéreo y de artillería, los rebeldes opusieron tenaz resistencia ante el avance leal. Proyectiles de mortero y cohetes también cayeron en las posiciones rebeldes en el cercano distrito de Qaboun. Los bombardeos diarios y la escasez de alimentos agravaron el asedio a la ciudad de Moadamiyet al-Sham, un bastión rebelde cerca de Daraya.
El 27 de abril, los rebeldes lanzaron un contraataque en Otaiba. Se registraron ataques aéreos en la ciudad, aunque buena parte de la lucha estaba teniendo lugar en sus alrededores y en la base de Saiqa.
El 28 de abril y por tercer día consecutivo, continuaron los duros combates en Barzeh.
El 29 de abril, se produjeron intensos combates en las afueras de Aeropuerto Internacional de Damasco. Según una fuente del gobierno, la lucha tuvo lugar en la ruta que conduce al aeródromo, el cual tuvo que ser cerrado por una hora. En el barrio de Mazzeh, el primer ministro Wael Nader al-Halqi sobrevivió a un ataque suicida con coche bomba dirigido contra su convoy.

### Continuación de la ofensiva gubernamental
El 1 de mayo, el OSDH reportó que habían tenido lugar enfrentamientos en las localidades de al-Ebada, al-Maliha y Qaysa.
El 2 de mayo, el Ejército capturó Qaysa, en Ghouta oriental. Un llamado emitido por varios militantes de la zona advirtió a las dispersas fuerzas rebeldes que debían unirse entre sí o enfrentarse a la derrota. «Si no se unen bajo una sola bandera el régimen va a cazarlos, una brigada tras otra», afirmaba el mensaje.
Entre el 4 y el 6 de mayo, Damasco y sus alrededores fueron escenario de intensos combates. Se reportaron enfrentamientos y bombardeos en el campo de refugiados palestinos de Yarmouk, en la ciudad de Drosha, Beit Sahm, Thiyabiya y Sayyeda Zeinab y los campamentos de Huseiniya y Khan al-Sheikh, en donde el Ejército estaba tratando de tomar el control de la zona. La lucha también se propagó a Derkhabiya al-Buweida y el barrio de Barzeh. Aunque los combates aún continuaban por tercer día consecutivo en las afueras de Drosha, el OSDH informó sobre una retirada parcial de las fuerzas regulares. Las fuerzas progubernamentales afirmaron que sus tropas capturaron las ciudades de al-Abbada y Ghraika, en Ghouta Oriental, pero no hubo una confirmación independiente.
El 8 de mayo, el líder del Frente Al-Nusra, Abu Mohammad al-Golani, resultó herido durante un bombardeo de artillería al sur de Damasco. Al día siguiente, el Ejército capturó la ciudad de Jarba. Mientras tanto, proyectiles de mortero impactaron en Jaramana, una localidad en manos del gobierno.
En los días siguientes, los combates continuó en los barrios de Barzeh y Jobar —donde un comandante rebelde murió en enfrentamientos con la milicia progubernamental local—, y se reanudaron en Qaysa.

### Contraataque rebelde
El 14 de mayo, varias brigadas rebeldes, entre ellos el grupo terrorista Al-Nusra, se unieron temporalmente bajo el mismo comando y lanzaron la Operación Al Furqaan. El objetivo declarado de la operación era un intento de recapturar Otaiba y reabrir la línea de abastecimiento rebelde hacia Damasco y la zona de Ghouta. En caso de hacerse de nuevo con Otaiba, planearon avanzar hacia el Aeropuerto Internacional de Damasco.[35] Sin embargo, fue imposible confirmar de forma independiente la extensión de los combates dada la poca evidencia disponible en los canales opositores de YouTube usuales.
El 15 de mayo, los rebeldes afirmaron que habían recapturado Qaysa. Sin embargo, a principios de junio, aún se reportaba que la urbe estaba en manos del gobierno. También se informó de la recaptura de Harran Al-Awamid y Abadeh por parte del Ejército.

### Renovación de la ofensiva leal
El 27 de mayo, de acuerdo a ciertos informes, Hezbolá participó en operaciones de combate contra los rebeldes en Ghouta Oriental, y se hicieron con nueve ciudades de la zona de Al-Murj. Tanto vecinos de Ghouta como militantes opositores afirmaron que miles de miembros del grupo libanés recibían entrenamiento en un centro de inteligencia de la Fuerza Aérea cerca del Aeropuerto Internacional de Damasco.
El 28 de mayo, el Ejército lanzó una operación en Barzeh, atacando el distrito desde el norte, este y sureste, y lograron avanzar unos 400 metros. El objetivo de la operación era aislar la zona rebelde cerca de Qaboun. También se informó que las fuerzas progubernamentales llegaron a Adra, completando una barrida a través del territorio enemigo y cortando más líneas de abastecimiento rebeldes. El ejército planeaba continuar su empuje hacia el oeste, acorralando a los rebeldes entre las fuerzas de avance y las áreas controladas por el bando leal en Damasco.
Para el 30 de mayo, las fuerzas rebeldes en Ghouta Oriental estaban sitiadas y pedían refuerzos, temiendo que las tropas leales se estuviesen «preparando para cometer más masacres». Al día siguiente, Hisham Jaber, un general retirado del ejército libanés que dirige el Centro de Oriente Medio de Estudios e Investigación Políticas en Beirut, dijo que las tropas del gobierno habrían despejado hasta el 80% de las áreas alrededor de la capital durante la ofensiva.
El 2 de junio, en medio de intensos enfrentamientos entre los rebeldes y las fuerzas gubernamentales en el distrito de Jobar de Damasco, un coche bomba explotó cerca de una comisaría, matando a nueve policías. Además, cerca de la ciudad libanesa de Ain el-Jaouze, cercana a la frontera entre Líbano y Siria, y la propia Damasco, combatientes de Hezbolá atacaron un comando rebelde que, al parecer, se disponía a lanzar cohetes hacia zonas chiíes de Valle de Bekaa, en Líbano. Murieron entre 14 y 17 rebeldes, más un miembro de Hezbolá.
El 4 de junio, la televisión estatal aseguró que las tropas leales habían expulsado a los rebeldes del distrito de Jobar. Las fuerzas progubernamentales, respaldados por cientos de combatientes de Hezbolá, intentaron infiltrarse Madhamiya. Militantes opositores afirmaron que, durante el intento, fueron muertos dos miembros de Hezbolá. Asimismo, aumentaba el despliegue de elementos del ejército en Darayya.
El 11 de junio, las fuerzas rebeldes perdieron a 27 de sus combatientes en una emboscada del Ejército en al-Marj, en Ghouta Oriental, mientras intentaban romper el cerco militar para poder traer suministros. Otros siete combatientes desaparecieron.
El 15 de junio, la televisión estatal informó que las tropas del gobierno habían capturado el barrio damasceno de Ahmadiyeh, que también es parte de Ghouta Oriental. Un comandante rebelde admitió que se habían producido combates en la zona un día antes. Una fuente militar también afirmó que las tropas capturaron partes de la ciudad cercana de Khamissiyeh.
El 16 de junio, un coche bomba fue detonado en un puesto de control del Ejército fuera de la base aérea de Mazzeh, matando a 10 soldados e hiriendo a otros 10. Según el OSDH, el coche bomba fue seguido por impactos de cohetes lanzados disparados por rebeldes.

### Combates en las afueras
El 18 de junio, el ejército intentó de asaltar las partes de Qaboun en manos de los rebeldes. Para el 22 de junio, las fuerzas progubernamentales seguían sin haber logrado avances. La misma situación se daba en Barzeh, donde los rebeldes repelían exitosamente a las tropas de al-Assad.
El 19 de junio, las fuerzas leales se enfrentaron con los rebeldes cerca de hospital Jomeini, en el pueblo de Zayabiyeh, al sur de la mezquita chií de Sayyidah Zaynab. Las fuerzas del gobierno estaban tratando de capturar localidades cerca de Zayabiyeh y Babila, las cuales eran constantemente bombardeadas por el Ejército. Se reportó que las fuerzas legales avanzaban hacia Zayabiyeh, mientras la televisión estatal afirmó que lograron capturar el barrio de al-Bahdaliya, fuera de Sayyidah Zaynab. Por su parte, los rebeldes aseguraron haberse hecho con el hospital.
El 20 de junio, las tropas del gobierno fueron lenta pero constantemente avanzando en el área de Al-Murj, donde habían capturado varias ciudades, y también hacia la zona de Sayyidah Zaynab. Los rebeldes confirmaron que todavía estaban rodeados en Ghouta Oriental y sin posibilidad de escape.
Durante las próximas semanas, Hezbolá y las milicias chiíes iraquíes capturaron las áreas de Bahdaliyeh y Hay al-Shamalneh, en los accesos del sureste de la capital.
El 25 de junio, el asalto a Qaboun cumplía una semana. el bando leal también lanzó una gran ofensiva en otros distritos de Damasco y sus alrededores. Según el OSDH, «El ejército está tratando de hacerse cargo de Qaboon, Barzeh, Jobar, Al-Hajar al-Aswad y Yarmouk», añadiendo que «El ejército no tiene la capacidad para hacerse cargo de estos barrios, y los rebeldes están luchando. Pero la situación humanitaria es catastrófica.» Sin embargo, los rebeldes afirmaron que el Ejército les estaba moliendo, y que temían perder las rutas de suministro de armas a la capital, lo que sería un duro golpe a sus intentos de capturar Damasco. El 27 de junio, el OSDH reportó que el Ejército había tomado el control de partes de Barzeh.
El 6 de julio, [63] las fuerzas del gobierno penetraron en la zona industrial de Qaboun, quedando la localidad sitiada, y se cortaron las líneas rebeldes hacia la ciudad de Harasta. Tanques T-72 rodearon el distrito, mientras que este fue bombardeado por artillería posicionada en terreno elevado en el centro de la capital.
El 13 de julio, el Ejército capturó a la mezquita al-A'mri en Qaboun.
El 14 de julio, un funcionario gubernamental dijo que las tropas del Ejército habían recapturado el 60% de Jobar. Los reporteros fueron conducidos en tour por las zonas recapturadas, que habían sufrido una gran destrucción. La lucha también continuaba alrededor de la mezquita al-A'mri, luego de que el ejército la capturara junto con 200 personas que se encontraban en el interior en el momento.
El 15 de julio, las fuerzas leales se trasladaron a Qaboun después de romper las defensas rebeldes. Militantes opositores afirmaron que la Guardia Republicana detuvo a cientos de personas en lugares públicos para evitar que los combatientes rebeldes atacaran sus fuerzas. Al día siguiente, los rebeldes enviaron refuerzos al distrito.

### Prolongación de la lucha
El 21 de julio, una fuerza rebelde fue emboscada cerca de Adra, al noreste de Damasco, perdiendo a 49 de sus combatientes. Un oficial de élite de la Guardia Republicana, al mando de la operación, también fue asesinado.

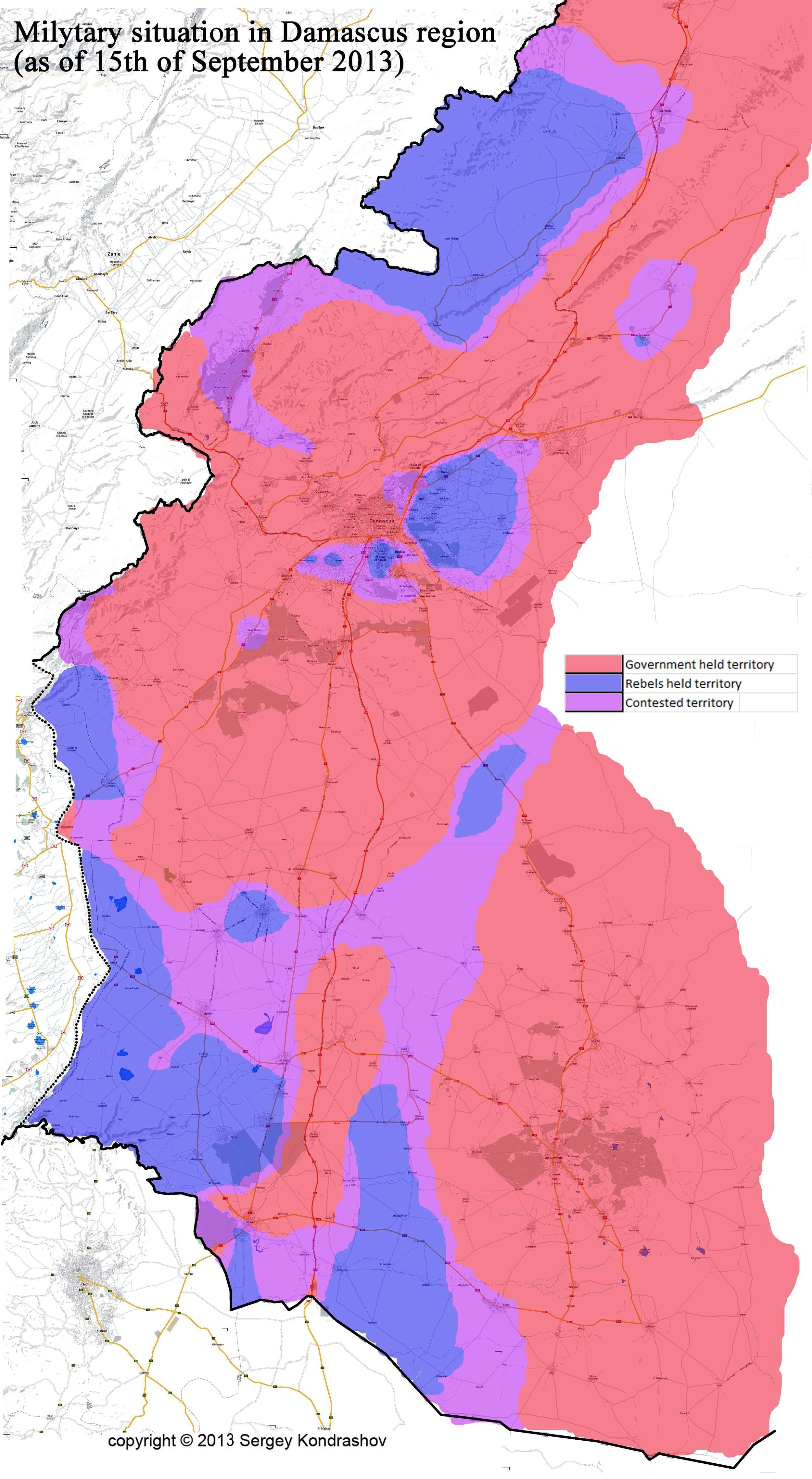
Control territorial en la región de Damasco a 15 de septiembre de 2013

El 26 de julio, oficiales de milicias palestinas leales al gobierno aseguraron haber capturado a un tercio del campo de refugiados de Yarmouk. Dos días después, los rebeldes afirmaron que haberse apoderado de la ruta entre Jobar y Qaboun, aunque esto no se confirmó de manera independiente.
El 6 de agosto, un posible motín se produjo en las filas de las fuerzas del gobierno, luego de que cientos de milicianos drusos pertenecientes a los «comités populares» entregaran sus armas y abandonaran sus puestos en el distrito Jarmana, optando por regresar a casa. Las deserciones se habrían producido debido a la detención de un líder de la milicia drusa, que los milicianos no hayan recibido sus salarios, o la reticencia de la milicia para permitir que su área fuese utilizado como una plataforma para bombardear Ghouta Oriental. Al día siguiente, otra emboscada del ejército, cerca de Adra, se saldó con 62 rebeldes muertos y ocho desaparecidos.
El 10 de agosto, las tropas leales asaltaron la ciudad de al-Ghazlaniya, y allanaron varias viviendas.
El 16 de agosto, al menos a 14 civiles murieron en el distrito Mleha, al sureste de Damasco, debido al fuego de mortero del Ejército sirio.

### Ataques químicos en Ghouta
El 21 de agosto, un ataque químico en la región de Ghouta se cobró las vidas de entre 281 y 1429 personas, dependiendo de la fuente.
El 22 de agosto, de acuerdo con la oposición, el bando leal lanzó una nueva ofensiva contra posiciones rebeldes a lo largo de la Campiña de Damasco. El Ejército entró en Irvine, Harasta, Jobar, Zamalka y Ain Tarma, pero sin tener el control total. Sin embargo, tuvieron éxito en capturar varios puntos estratégicos.

## Consecuencias
Ante la amenaza de una intervención occidental tras los ataques de Ghouta, el Ejército se reposicionó a principios de septiembre.
El 1 de septiembre, 46 rebeldes murieron al ser repelidos por las fuerzas leales en Rouhaiba, al noreste de Damasco. Las acciones comenzaron en la madrugada y se extendieron por todo el día, produciéndose enfrentamientos fuera de la ciudad. Las fuerzas progubernamentales respondió con ataques aéreos sobre Rouhaiba. Al día siguiente, por tercera vez en poco más de un mes, las fuerzas regulares tendieron una emboscada a los rebeldes en la zona industrial de Adra, matando a 29 de ellos.
El 3 de septiembre, el Ejército Libre Sirio atacó una posición del gobierno en la zona montañosa de Al Qalamoun. El 6 de septiembre, el Ejército lanzó una operación con la aparente intención de recapturar Moadamiyet al Sham.
Una vez que la amenaza de invasión hubiera pasado, las tropas leales lanzaron una nueva ofensiva contra posiciones rebeldes el 10 de septiembre, concentrando sus esfuerzos en los barrios del sur de Damasco.